# 柳澤亜弓
柳澤 亜弓（やなぎさわ あゆみ、1983年1月16日 - ）は、静岡新聞社の社員。元静岡放送（SBS）のアナウンサー。

## 来歴
静岡市清水市（現静岡市清水区）出身だが、出生後から小学5年までは名古屋市名東区で過ごす。静岡県立清水東高等学校を経て、東京女子大学卒業。元同僚の小沼みのりは高校の放送部の先輩でもある。
2006年に静岡放送に入社。アナウンサー志望であったが、社会部に配属となり報道記者として活動。2009年8月にアナウンス部に異動、定時ニュースなど単発出演を経て現在に至る。一時産休を取得して休業していたが、2015年7月、『歌のない歌謡曲』のパーソナリティとして現場に復帰した。
身長156cm。秘書検定2級を所有。

## 過去の担当番組
ラジオ
- SBS EVENING WAVE（月 - 水曜、2010年4月 - 2011年3月）
- 大槻彰の健康がいっぱい（2010年4月 - 2011年3月）
- アナらじ（2010年4月 - 2014年3月、2016年4月 - 2017年3月）
- 録音風物誌（2021年8月）
- 静岡新聞ニュース
- 歌のない歌謡曲（月曜 - 金曜、2015年7月 - ）
- 税の相談室

テレビ
- SBSイブニングeye（金曜18時台、2010年4月[2] - ）

＊録音風物誌（2023年8月）
テレビ
- Soleいいね!（火曜MC：2015年9月 - 、月曜中継：2016年4月 - 2018年3月、月曜MC：2018年4月 - ）
- 静岡発そこ知り（石ちゃん!しずおかおじゃましま～す!）
- 静岡新聞ニュース